# 閔商鎬
閔商鎬（：／ Min Sang-ho，1870年—1933年），字聖西，本貫驪興閔氏，朝鮮王朝末年政治人物，朝鮮日治時期時他被封為男爵。

## 生平
閔商鎬本貫驪興閔氏，1891年進入宮內府擔任外交官。進入日治時期後，在1910年10月7日由中樞院授予閔商鎬為男爵；死後由養子閔泳頊世襲男爵。
2007年時，親日反民族行為者財產調查委員會決定歸還閔商鎬的財產，因為其後人認為那些財產是在日俄戰爭之前獲得的。
荷蘭王國的一位畫家胡博·華士在1898年畫了一幅閔商鎬的肖像。

## 家族
- 祖父：閔泰顯（1806－1866），官至司果，贈議政府贊政
- 嗣父：閔致悳（1841－1867），閔泰顯嫡長子[5]；贈議政府贊政
- 嗣母：貞夫人延安李氏（1838－1915），李墅之女[6]
- 生父：閔致億（1836－1881），閔泰顯第三子
  - 夫人：貞夫人全州李氏（1867－1938），生父李禎奎
    - 嗣子：閔泳頊（朝鲜语：민영욱）（1900－1963），堂弟閔濬鎬次子

## 來源
1. ↑  . 朝鮮王朝實錄.   [2020-07-01]. （原始内容存档于2020-07-01）.
2. ↑  강건택,장재은 (2007년 8월 13일). “민영휘 등 친일파 재산 257억 국가귀속” 的存檔，存档日期2007-09-30.. 연합뉴스. 2008년 8월 1일에 확인함.
3. ↑  김태종 (2007년 11월 27일). “친일파 후손, 재산환수 불복 소송”[永久]. 연합뉴스. 2007년 11월 27일에 확인함.
4. ↑  이구열 (2005년 5월 23일). 〈19세기말, 고종 황제와 한국을 그린 휴버트 보스〉.
5. ↑  여흥민씨세보 1992年版驪興閔氏世譜，卷五 （页面存档备份，存于）（第950頁，931－932頁）
6. ↑  .   [2020-06-28]. （原始内容存档于2021-08-14）.（第71面）